# Giriboy
Hong Si-young (hangeul: 홍시영), mieux connu par son nom de scène Giriboy (hangeul: 기리보이), est un rappeur, auteur-compositeur et producteur sud-coréen signé sous Just Music Entertainment,.

## Carrière
Giriboy a commencé sa carrière musicale en 2011 avec le single "You Look So Good to Me", sorti sous Just Music Entertainment, un label qui avait récemment été fondé par le rappeur Swings. L'année suivante, il sort l'EP Fatal Album, dont la plupart des paroles ont été écrites lorsqu'il était lycéen. Il a sorti son deuxième EP nommé Fatal Album II un peu plus tard dans l'année.
Giriboy a participé à la troisième saison de l'émission Show Me the Money en 2014. Cette même année, il s'est classé dans le top 100 du Gaon Digital Chart pour la première fois, avec le single "Fluttering Feelings", une collaboration avec la chanteuse NS Yoon-G. La chanson a fini à la 6e place du classement.
En 2015, il apparaît dans l'émission No Mercy, dans laquelle il a collaboré sur des chansons avec les autres participants (qui formeront le boys band Monsta X) et les artistes établis Soyou et Mad Clown,. Il a aussi sort l'album Sexual Perceptions, qui a atteint la 10e place du Gaon Album Chart en mars.
En 2016, il a sorti son quatrième album, Mechanical Album.

## Discographie

### Albums studio
| Titre                                    | Détails sur l'album                                                          | Meilleure position | Réf.  |
| Titre                                    | Détails sur l'album                                                          | COR                | Réf.  |
| ---------------------------------------- | ---------------------------------------------------------------------------- | ------------------ | ----- |
| Sensual Album                            | - Date de sortie: 20 janvier 2014 - Label: Just Music / Linchpin Music Corp. | —                  |       |
| Ripple Effect (collaboration Just Music) | - Date de sortie: 13 juin 2014 - Label: Just Music / Linchpin Music Corp.    | —                  |       |
| Sexual Perceptions                       | - Date de sortie: 17 mars 2015 - Label: Linchpin Music Corp.                 | 10                 | [ 9 ] |
| Mechanical Album                         | - Date de sortie: 31 mai 2016 - Label: Linchpin Music Corp.                  |                    |       |

### Extended plays
| Titre          | Détails sur l'album                                                       |
| -------------- | ------------------------------------------------------------------------- |
| Fatal Album    | - Date de sortie: 19 juin 2012 - Label: Just Music / Linchpin Music Corp. |
| Fatal Album II | - Date de sortie: 4 décembre 2012 - Label: Linchpin Music Corp.           |
| Lonely 4Songs  | - Date de sortie: 1er septembre 2015 - Label: Linchpin Music Corp.        |

### Singles
| Année | Titre                                                   | Meilleure position | Réf.   |
| Année | Titre                                                   | COR                | Réf.   |
| ----- | ------------------------------------------------------- | ------------------ | ------ |
| 2011  | "You Look So Good to Me" (feat. Swings)                 | —                  |        |
| 2012  | "Let's Have a Drink" (avec Lil Boi)                     | —                  |        |
| 2012  | "It Shows On Your Face" (feat. Ugly Duck)               | —                  |        |
| 2012  | "My Body Is Burning" (feat. Swings)                     | —                  |        |
| 2013  | "Skit" (feat. Swings)                                   | —                  |        |
| 2013  | "Wake Up" (feat. Swings)                                | —                  |        |
| 2014  | "Rain Showers" (avec Swings et C Jamm)                  | —                  |        |
| 2014  | "Hongkiyoung #2" (avec Swings et Nochang)               | —                  |        |
| 2014  | "I'm Going" (avec Swings, C Jamm et Vasco)              | —                  |        |
| 2014  | "Why Do You Live Like This?"                            | —                  |        |
| 2014  | "Just" (avec Swings, Vasco et Nochang)                  | —                  |        |
| 2014  | "Special"                                               | —                  |        |
| 2014  | "Fluttering Feelings" (avec NS Yoon-G)                  | 6                  | [ 10 ] |
| 2014  | "Edited By Devil"                                       | —                  |        |
| 2014  | "Breath" (avec Shannon et Vasco)                        | 64                 | [ 11 ] |
| 2015  | "Pillow" (avec Soyou, feat. Kihyun)                     | 5                  | [ 12 ] |
| 2015  | "O Young" (avec Mad Clown et Joo Young, feat. No Mercy) | 71                 | [ 13 ] |
| 2015  | "Cliché" (avec Moonshine)                               | —                  |        |
| 2015  | "Hogu" (feat. Brother Su)                               | 29                 | [ 14 ] |
| 2016  | "Because You're Pretty"                                 | 33                 | [ 15 ] |
| 2016  | "ZOA" (feat. Hanhae)                                    | —                  |        |
| 2016  | "All Day" (feat. DJ SQ et Han Yo Han)                   | —                  |        |
| 2016  | "술자리" (suljali)                                      |                    |        |

### Autres chansons classées
| Année | Titre                                            | Meilleure position | Réf.   |
| Année | Titre                                            | COR                | Réf.   |
| ----- | ------------------------------------------------ | ------------------ | ------ |
| 2014  | "The End" de 2LSON (feat. Giriboy et Jo Hyun Ah) | 47                 | [ 16 ] |
| 2015  | "Adult"                                          | 72                 | [ 17 ] |
| 2015  | "Back and Forth 30 Min" (feat. Shin Ji Soo)      | 28                 |        |
| 2015  | "Ma First" de Jang Hyun-seung (feat. Giriboy)    | 19                 | [ 18 ] |
| 2015  | "Don't Be Such a Baby" de Sistar (feat. Giriboy) | 10                 | [ 19 ] |

## Filmographie

### Télévision
| Année | Titre             | Rôle     | Notes       | Réf. |
| ----- | ----------------- | -------- | ----------- | ---- |
| 2014  | Show Me the Money | Lui-même | Participant |      |
| 2015  | No Mercy          | Lui-même | Invité      |      |

## Récompenses et nominations

### Hiphopplaya Awards
| Année | Catégorie                | Travail nommé | Résultat   | Réf.   |
| ----- | ------------------------ | ------------- | ---------- | ------ |
| 2012  | Rookie of the Year       | Giriboy       | Nomination | [ 20 ] |
| 2014  | Album of the Year        | Ripple Effect | Lauréat    | [ 21 ] |
| 2014  | Fashion Icon of the Year | Giriboy       | Nomination |        |